# Кицута, Анатолий Викторович
Анато́лий Ви́кторович Кицу́та (укр. Анатолій Вікторович Кіцута; род. 22 декабря 1985, Киев) — украинский футболист, защитник. Игрок национальной сборной Украины по мини-футболу.

## Биография

### Клубная карьера
В ДЮФЛ выступал за киевскую «Смену-Оболонь» и клуб «Обухов». Позже играл во Второй лиге за «Борисфен-2». В команде дебютировал 22 июля 2001 года в матче против черкасского «Днепра» (4:1). С 2002 года по 2005 год выступал за киевское «Динамо», в основной команде закрепиться ему не удалось и Кицута выступал за дубль, «Динамо-3» и «Динамо-2». В 2006 году отправился в аренду в ужгородское «Закарпатье». В Высшей лиге дебютировал 5 марта 2006 года в матче против луцкой «Волыни» (1:1). Позже выступал за «Высшолиговые» команды: «Харьков» и киевский «Арсенал», также играл в Первой лиге за черкасский «Днепр». Летом 2008 года перешёл на правах аренды в стан новичка Премьер-лиге в клуб «Львов», по приглашению Сергея Ковальца. Летом 2009 года перешёл в стан новичка Премьер-лиге в киевскую «Оболонь», по приглашению Юрия Максимова.
В феврале 2010 года подписал контракт с криворожским «Кривбассом».

### Карьера в сборной
Выступал за юношескую сборную Украины до 17 лет. С 2005 по 2006 год выступал в молодёжную сборную Украины до 21 года.
В 2018 году дебютировал в национальной сборной Украины по минифутболу в матче против сборной Италии на домашнем чемпионате Европы по мини-футболу. В последнем матче группового раунда отличился в воротах сборной Черногории.
.

## Статистика
| Сезон   | Клуб             | Лига         | Чемпионат | Чемпионат | Кубок | Кубок | Дубль | Дубль |
| Сезон   | Клуб             | Лига         | Игры      | Голы      | Игры  | Голы  | Игры  | Голы  |
| ------- | ---------------- | ------------ | --------- | --------- | ----- | ----- | ----- | ----- |
| 2001/02 | Борисфен-2       | Вторая лига  | 10        | 0         | —     | —     | —     | —     |
| 2001/02 | Динамо-3         | Вторая лига  | 3         | 0         | —     | —     | —     | —     |
| 2002/03 | Динамо-3         | Вторая лига  | 22        | 0         | —     | —     | —     | —     |
| 2003/04 | Динамо-3         | Вторая лига  | 22        | 0         | —     | —     | —     | —     |
| 2003/04 | Динамо-2         | Первая лига  | 4         | 0         | —     | —     | —     | —     |
| 2004/05 | Динамо-2         | Первая лига  | 19        | 0         | —     | —     | —     | —     |
| 2004/05 | Динамо (Киев)    | Высшая лига  | 0         | 0         | 0     | 0     | 2     | 0     |
| 2005/06 | Динамо-2         | Первая лига  | 9         | 0         | —     | —     | —     | —     |
| 2005/06 | Динамо (Киев)    | Высшая лига  | 0         | 0         | 0     | 0     | 4     | 0     |
| 2005/06 | Закарпатье       | Высшая лига  | 11        | 0         | 0     | 0     | 2     | 0     |
| 2006/07 | Харьков          | Высшая лига  | 6         | 0         | 2     | 1     | 9     | 0     |
| 2006/07 | Арсенал (Киев)   | Высшая лига  | 4         | 0         | 0     | 0     | 6     | 0     |
| 2007/08 | Днепр (Черкассы) | Первая лига  | 32        | 2         | 1     | 0     | —     | —     |
| 2008/09 | Львов            | Премьер-лига | 18        | 0         | 2     | 1     | 5     | 0     |
| 2009/10 | Оболонь          | Премьер-лига | 14        | 0         | 1     | 0     | 0     | 0     |
| 2009/10 | Кривбасс         | Премьер-лига | 1         | 0         | 0     | 0     | 0     | 0     |